# San Elizario
San Elizario é uma Região censo-designada localizada no estado norte-americano do Texas, no Condado de El Paso.

## Demografia
Segundo o censo norte-americano de 2000, a sua população era de 11.046 habitantes.

## Geografia
De acordo com o United States Census Bureau tem uma área de
25,7 km², dos quais 25,7 km² cobertos por terra e 0,0 km² cobertos por água. San Elizario localiza-se a aproximadamente 1110 m acima do nível do mar.

## Localidades na vizinhança
O diagrama seguinte representa as localidades num raio (geometria) de 16 km ao redor de San Elizario.